# Prerrogativa real
La prerrogativa real es un conjunto de autoridades habituales de privilegios e inmunidades, reconocidas por el derecho consuetudinario y en ocasiones por el derecho civil por la corte de la monarquía como pertenecientes exclusivamente al soberano. Así es como algunos de los poderes ejecutivos del gobierno invertidos en una monarquía se relacionan con el proceso de realización del gobierno del propio estado. Las prerrogativas individuales pueden ser abolidas por el Parlamento, aunque existe un procedimiento especial en el Reino Unido.
Aunque en algunas repúblicas los jefes de Estado tienen poderes similares, no coinciden y contienen una serie de diferencias fundamentales.

## Historia
En Inglaterra, los poderes de prerrogativa fueron ejercidos originalmente por el monarca actuando solo, sin ninguna obligación requerida por el parlamento o la Carta Magna. Sin embargo, desde el advenimiento de la casa de Hannover, generalmente se ejercen con el consejo del primer ministro o Gabinete, que es responsable ante el Parlamento, excepto en asuntos de la familia real, al menos desde la época de la reina Victoria.
Generalmente, en las democracias liberales que son monarquías constitucionales, como Dinamarca, Japón o Suecia, la prerrogativa real desempeña una función ceremonial prescrita por el poder estatal.

## En el Reino Unido
En el Reino de Inglaterra (hasta 1707), el Reino de Gran Bretaña (1707-1800) y el Reino Unido (desde 1801), la prerrogativa real fue históricamente una de las características centrales del gobierno del Reino.
El teórico constitucional Albert Dicey proporciona la definición estándar de cuáles son los poderes de prerrogativa:

«... el resto de la autoridad inicial de la Corona, y este es... el nombre del resto de la discreción que queda en manos de la Corona en todo momento, que ese poder es realmente ejercido por el rey o sus ministros».

El propósito de la prerrogativa real es difícil de determinar. Es evidente que la existencia y extensión del poder es una cuestión de derecho consuetudinario, que obliga a las cortes asegurar que el árbitro final verifique o no cierto tipo de prerrogativa.

### Ejercicio ministerial de las prerrogativas del monarca
Hoy en día, algunos ministros ejercen directamente algunas prerrogativas sin la aprobación del Parlamento, incluida en el Reino Unido la facultad de regular el servicio público en lo que respecta a la emisión de pasaportes. Algunos poderes de prerrogativa son ejercidos nominalmente por el monarca, pero con el consejo del primer ministro, con quien el monarca se reúne semanalmente, y con el consejo de la Oficina del Reino Unido. Algunas áreas clave del sistema de gobierno del Reino Unido todavía se obtienen como parte de la prerrogativa real, pero su uso está disminuyendo gradualmente con las funciones legales.
Contrariamente a la creencia popular, la prerrogativa real no es constitucionalmente ilimitada. Aunque el gobernante tiene derecho a adoptar (es decir, crear y proclamar) una nueva ley, es una forma de reserva de energía no utilizada. (Su Majestad, como jefe de Estado del Reino Unido y otros reinos de la Mancomunidad de Naciones, tiene derecho a utilizar la prerrogativa real en cualquier nación en la que sea jefe de Estado).
En el Case of Proclamations (1611) bajo el reinado de Jacobo I, los jueces de derecho común de las cortes inglesas insistieron en que tenían derecho a determinar los límites de la prerrogativa real. A partir de la Revolución Gloriosa (1688), los monarcas María II y Guillermo III llegaron al poder; esta interpretación de la existencia de un sistema judicial separado y diferenciado no ha sido impugnada por la Corona.

## La Mancomunidad de Naciones

### Canadá
En Canadá, la prerrogativa real es en gran parte idéntica a la del Reino Unido, limitada por una convención constitucional, aunque su ejercicio está confiado al gobernador general de Canadá o al vicegobernador de las provincias y territorios de Canadá. La prerrogativa real en Canadá está ampliamente establecida en la Parte III de la Constitution Act, 1867, en particular el artículo 9. Otros artículos, como el 15, establecen la prerrogativa real con respecto a las Fuerzas Armadas. La prerrogativa real en Canadá se extiende a la concesión de honores, como lo explicó el Tribunal de Apelaciones de Ontario en Black v. Chrétien (sobre Conrad Black, que tiene derecho a ser nombrado miembro de la Cámara de los Lores como ciudadano canadiense), otras prerrogativas reales, como la prerrogativa de la misericordia, también son aplicables en el contexto canadiense.
El poder de emitir pasaportes también permanece bajo la prerrogativa real en Canadá. Las condiciones para la emisión de pasaportes por el ministro de Relaciones Exteriores en nombre de la Corona se establecen en la Canadian Passport Order.

### Mancomunidad de Naciones
En los otros reinos de la Mancomunidad de Naciones, la prerrogativa real es muy diferente a la del Reino Unido y la ejerce el representante del monarca, el gobernador general. La constitución de un Reino de la Mancomunidad puede limitar radicalmente la prerrogativa de medios que no se aplican en el Reino Unido, y muchos actos gubernamentales realizados bajo la prerrogativa del Reino Unido están bien establecidos en la Constitución o las leyes del Parlamento en el Reino Unido se hacen efectivas mediante Constitución o las leyes del Parlamento en un reino de la Mancomunidad.

## En España
La Constitución española de 1978, título II de la Corona, artículo 62, define los poderes del rey, mientras que el título IV, Gobierno y Administración, artículo 99, define el papel del rey en el gobierno. Sin embargo, con una convención constitucional establecida por Juan Carlos I, el rey ejerce sus prerrogativas a solicitud del Consejo de Ministros. Recibir una solicitud del Gobierno no necesariamente vincula al monarca en ejercicio de sus prerrogativas, excepto cuando así lo exija la Constitución.

Artículo 62
Corresponde al Rey:
a) Sancionar y promulgar las leyes.
b) Convocar y disolver las Cortes Generales y convocar elecciones en los términos previstos en la Constitución.
c) Convocar a referéndum en los casos previstos en la Constitución.
d) Proponer el candidato a Presidente del Gobierno y, en su caso, nombrarlo, así como poner fin a sus funciones en los términos previstos en la Constitución.
e) Nombrar y separar a los miembros del Gobierno, a propuesta de su Presidente.
f) Expedir los decretos acordados en el Consejo de Ministros, conferir los empleos civiles y militares y conceder honores y distinciones con arreglo a las leyes.
g) Ser informado de los asuntos de Estado y presidir, a estos efectos, las sesiones del Consejo de Ministros, cuando lo estime oportuno, a petición del Presidente del Gobierno.
h) El mando supremo de las Fuerzas Armadas.
i) Ejercer el derecho de gracia con arreglo a la ley, que no podrá autorizar indultos generales.

j) El Alto Patronazgo de las Reales Academias.